# Dubislav Gneomar von Natzmer
Dubislav Gneomar von Natzmer (1654 – 13 mai 1739 à Berlin) est un maréchal prussien et un familier des princes de Hohenzollern.

## Famille
Natzmer est né à Gutzmin, en province de Poméranie, dans une famille noble d'ascendance cachoube dont la noblesse est attestée depuis 1202. Il était le fils du président du district de Schlawe, Joachim-Heinrich von Natzmer, et de sa femme Barbara von Weyer.
Natzmer épousa en premières noces Sophie von Wreech et en secondes noces Charlotte Justine von Gersdorff, qui lui donna deux fils, Carl Dubislav (mort en 1737) et Heinrich-Ernst (mort en 1739). La mort prématurée de ces deux enfants fit que sa lignée s'éteignit avec lui. Les autres branches de la famille possédaient des fiefs à travers tout le Brandebourg, la Saxe et la Silésie ; dix membres de cette famille servirent la Prusse lors des guerres de la Quatrième Coalition contre Napoléon Bonaparte. Oldwig von Natzmer fut le favori de l'empereur Guillaume Ier.

## États de service
Entré cadet au service des Provinces-Unies, Natzmer s'engagea ensuite dans l'armée du Brandebourg-Prusse en 1677 comme lieutenant dans l’escadron de dragons de l’Oberstleutnant Joachim Ernst von Grumbkow. Natzmer prit part au siège de Stettin et à d'autres batailles contre la Suède, parfois comme aide de camp du général Georg von Derfflinger. Promu brigadier général en 1680, il participa à la Grande guerre turque en 1686, à l'issue de laquelle l'Électeur Frédéric-Guillaume l'éleva au grade de général de corps d'armée.
Natzmer forma un régiment de cadets allemands, les Grands Mousquetaires, qui deviendra par la suite le régiment des gens d'armes (de). En tant qu’Oberstleutnant, il fut le premier colonel de ce régiment, qui servit la Maison d'Orange contre Louis XIV dans la Guerre de Succession d'Espagne, et fit campaigne dans le Brabant, au Luxembourg et dans les Flandres. Capturé à la bataille de Höchstädt en 1703, il fut échangé peu après.
Promu Generalmajor, Natzmer fut consulté sur la tactique à suivre à Höchstadt comme à Blenheim. Il commandait la cavalerie prussienne à la bataille de Blenheim, où il fut grièvement blessé.
Il s'illustra particulièrement lors des batailles de Malplaquet et d’Audenarde. Natzmer reçut l'Ordre de l'Aigle noir en 1714 et accéda au grade suprême de général de Cavalerie après la prise de Stralsund. En 1728 la Couronne lui accorda la dignité de maréchal (Generalfeldmarschall) de Prusse.

## Sa position à la cour
Après l'échec de la tentative de fuite du prince-héritier Frédéric, Natzmer fut chargé de retrouver et d'arrêter Hans Hermann von Katte. Hésitant devant les conséquences probables de cette arrestation, il accorda trois heures à Katte pour détruire tout document compromettant et quitter le pays,. Agacé par la nonchalance de Katte malgré le délai qui lui était accordé, Natzmer finit par l'arrêter, et Frédéric-Guillaume II le condamna à mort. Natzmer dissuada le roi de faire fusiller également son propre fils.
En détention à la forteresse de Custrin en 1731, Frédéric décrivit à Natzmer un projet d'annexion de la Prusse royale Polonaise pour désenclaver la Prusse-Orientale et la faire communiquer avec la Poméranie orientale; Frédéric le Grand fera de ce territoire la province de Prusse-Occidentale au terme du Premier partage de la Pologne en 1772.